# Go2Sky

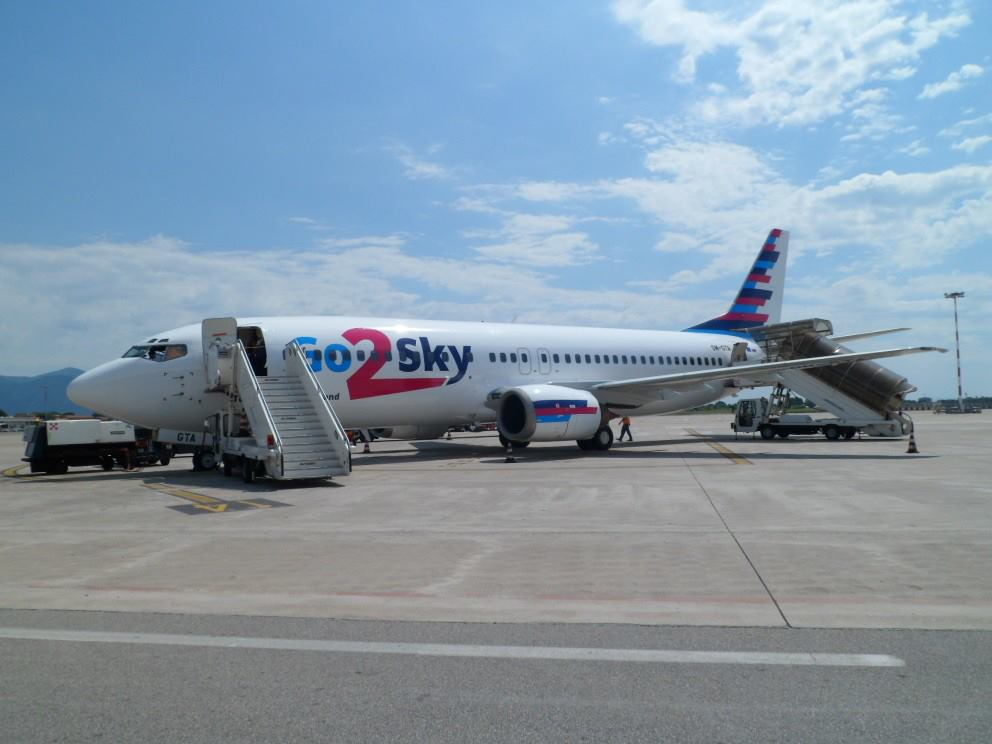
První letadlo společnosti - Boeing 737-400 s imatrikulační značkou OM-GTA

Go2Sky je nejmladší slovenská letecká společnost, kterou provozovuje společnost Go2Sky, spol. s r. o., poskytující služby v segmentu nepravidelné přepravy osob, nákladu a pošty. Sídlí na Letišti M. R. Štefánika v Bratislavě. Flotilu společnosti tvoří čtyři letadla Boeing 737-800.

## Historie
Společnost Go2Sky vznikla 14. února 2013. Letadlo s posádkou bylo 1. července 2013 pronajaté společnosti Mistral Air do 15. září 2013. V roce 2015 získala společnost IOSA certifikaci.

## Destinace
Pro letní sezonu 2013 pronajala společnost Go2Sky italské společnosti Mistral Air letadlo registrované značky OM-GTA s posádkou. Letadlo bude do 15. září 2013 bázováno na Mezinárodním letišti Orio al Serio v italském Bergamu. Letadlo vykonávalo charterové lety po celém Středomoří (Itálie, Řecko, Španělsko, Bulharsko, a pod.).
V letní sezoně 2018 společnost operovala s letadly OM-GTD a OM-GTG pro společnost Royal Air Maroc na linkách mezi Marokem a Evropou. OM-GTE a OM-GTF si pronajala společnost SmartWings (báze Bratislava). OM-GTB na letní sezónu operovalo lety pro České Aerolinie.
Od podzimu 2018 je společnost Go2Sky provozovatelem výhradně strojů Boeing 737-800 NG.
V roce 2019 pokračuje pronájem jednoho stroje (OM-GTE) pro litevskou společnost GetJet. Jeden stroj (OM-GTH) je v rámci wet-leasingu bázovaný v Antalyi pro Corendon Airlines. OM-GTF a OM-GTG pro polský Enter Air v Katowicích.
19. srpna 2020 bylo oznámeno, že Go2Sky navzdory ziskům v posledních dvou letech ukončí provoz k 1. září 2020 z důvodu pandemie covidu-19, přičemž nadále zůstává držitelem AOC. Později téhož roku však bylo rozhodnuto, že letecká společnost obnoví provoz v následujícím roce a Go2Sky obnovila provoz v srpnu 2021 a operovala pro Corendon Airlines mezi Německem a různými prázdninovými destinacemi.

## Flotila
Společnost má od prosince 2018 výhradně typ Boeing 737-800, celkově čtyři kusy.
ACMI je (Aircraft, Crew, Maintenance, Insurance – letadlo, posádka, údržba, pojištění) pronájem.